# SUMPAC
Die  SUMPAC (Southampton University Man Powered Aircraft) ist ein Muskelkraftflugzeug, das am 9. November 1961 zum ersten erfolgreichen und dokumentierten Flug eines nur durch Muskelkraft betriebenen Flugzeugs abhob. Es handelt sich um eine 1960 begonnene Entwicklung von Studenten der University of Southampton zum Erlangung des Kremer-Preises. Das Fluggerät konnte die geforderten Bedingungen der Flugfigur (liegende Acht) jedoch nicht erfüllen.

## Geschichte
Das Projekt der Absolventen der University of Southampton sollte der Erfüllung der Anforderungen des mit 50.000 Britischen Pfund dotierten Kremer-Preises dienen. Diese verlangten das Durchfliegen einer 1,6 Meilen langen Flugstrecke in Form einer liegenden Acht. Der Preis war 1959 durch die Royal Aeronautical Society ausgeschrieben worden.
Der Erstflug erfolgte am 9. November 1961 durch den Testpiloten Derek Piggott unter Anleitung eines Gleitfluglehrers auf dem Flugplatz in Lasham in Hampshire (England) und überwand fliegend eine Distanz von 594 Metern. Dabei wurde eine Höhe von 4,6 Metern erreicht. Zur Einleitung von Flugkurven wurde das Flugzeug in eine Neigung von bis zu 80° gebracht, was jedoch keine ausreichende Steuerbarkeit im Sinne der Bedingungen des Kremer-Preises bedeutete. Insgesamt wurden mit dem Flugzeug 40 Flüge ausgeführt. Nach einem Unfall im Jahre 1963, der die fragile Struktur der Tragfläche zerstörte, wurden die Flugversuche beendet. Das Fluggerät wurde jedoch als erhaltenswürdiges Exponat der Luftfahrtgeschichte wiederhergestellt.

## Konstruktion
Das Flugzeug wurde in konventioneller Holzbauweise ausgeführt, mit einem Flügelaufbau aus Balsaholz, Sperrholz und Aluminium und luftfahrttypischer Kunststoffbespannung. Der Flugzeugrumpf erhielt eine Bespannung aus transparenter Kunststofffolie. Der Antrieb erfolgte über Pedalen und Ketten zum Antrieb der zweiblättrigen Luftschraube.

## Technische Daten
| Kenngröße             | Daten       |
| --------------------- | ----------- |
| Besatzung             | 1           |
| Länge                 | 7,54 m      |
| Spannweite            | 24,4 m      |
| Höhe                  | 3,4 m       |
| Flügelfläche          | 27,9 m²     |
| Flügelstreckung       | 21,3        |
| Antrieb               | Muskelkraft |
| Höchstgeschwindigkeit | 33 km/h     |
| Startmasse            | 121,6 kg    |